# Georg Hettich
Georg Hettich, född 12 oktober 1978 i Furtwangen, tysk utövare av nordisk kombination.
Under olympiska vinterspelen 2006 tog Hettich överraskande guld på det individuella distansloppet före Felix Gottwald. Han var också med i det tyska lag som tog silver i olympiska vinterspelen 2002.
I Turin 2006 vann han guldmedaljen på 15 km. 
Hans far, Urban Hettich, blev 1976 olympisk silvermedaljör i samma gren. Att både far och son har vunnit medaljer i nordisk kombination i OS har aldrig hänt förut.